# Eurytoma collaris
Eurytoma collaris är en stekelart som beskrevs av Walker 1832. Eurytoma collaris ingår i släktet Eurytoma och familjen kragglanssteklar. Arten är reproducerande i Sverige. Inga underarter finns listade i Catalogue of Life.